# 高桥镇 (三明市)
高桥镇是中国福建省三明市沙县区下辖的一个镇。

## 行政区划
高桥镇共辖14个行政村，分别是：
高桥村、安田村、官庄村、新坡村、黄溪坑村、上里村、正地村、杉口村、官林窠村、上坑村、桂岩村、泉水峡村、新桥村、池窠村。